# Лоуэлл (Индиана)
Лоуэлл (англ. Lowell) — город в округе Лейк в штате Индиана в Соединённых Штатах Америки.
Согласно данным переписи населения США 2020 года, число жителей города составляло 10 680 человек, что, для такого небольшого населённого пункта, существенно больше, чем было во время предыдущей переписи проводившейся в 2010 году (9276 человек).

## История
Известно что в 1834 году здесь уже проживали европейцы, но постоянное поселение было зарегистрировано только в 1853 году и названо в честь одноимённого города в штате Массачусетс. Доподлинно неизвестно, что послужило причиной выбора этого имени, но в подавляющем большинстве случаев, при основании американских городов причиной было то, что кто-то их пионеров был оттуда родом, либо это дань признательности какому-либо уроженцу «старого» Лоуэлла, который оказал существенную помощь новому поселению в его становлении.
27 июня 1868 года Лоуэлл получил официальный статус города.
Несколько архитектурных объектов города занесены в Национальный реестр исторических мест США.

## География
Город Лоуэлл расположен в тауншипах Уэст-Крик и Сидар-Крик округа Лейк в пяти милях (8 км) от бассейна Великих озер.
Согласно данным Бюро переписи населения США, общая площадь города составляет 5,27 квадратных миль (13,65 км2), из которых 5,18 квадратных миль (13,42 км2 или 98,29%) — это земля и 0,09 квадратных миль (0,23 км2 или 1,71%) — водная поверхность.

## Климат
В Лоуэлле влажный континентальный климат  с четырьмя четко выраженными сезонами; по классификации климатов Кёппена обозначается на климатических картах абреввиатурой «Dfa».